# Rien ne va plus (roman, 2002)
Pour les articles homonymes, voir Rien ne va plus.
Rien ne va plus (publié en anglais sous le titre de Losing it) est un roman de l'auteur américain Douglas Kennedy, publié en France en octobre 2002 chez Pocket et traduit de l'américain par Bernard Cohen. Le livre reçoit notamment le prix littéraire du Festival du cinéma américain de Deauville.

## Résumé
Scénariste en mal de reconnaissance, David Armitage rêve de voir sa carrière prendre une nouvelle tournure pour enfin le mener à la gloire et à la célébrité. Marié depuis plus de dix ans à Lucy, actrice en disgrâce et père de la petite Caitlin, le quotidien de David est rythmé par les scènes de ménages incessantes et les problèmes financiers. Il enchaîne les petits boulots et parvient, en grande partie grâce à Lucy, à joindre les deux bouts à la fin de chaque mois. Un jour pourtant, à sa plus grande surprise, le miracle se produit. Un de ses scénarios est repéré et acheté par la Front Row Télévision (FRT). Le succès est fracassant. Nouvelle star d'Hollywood, il devient la coqueluche des médias et voit enfin la vie tourner à son avantage. David peut enfin mener l'existence dont il a toujours rêvé, aux côtés d'une autre femme et des célèbres étoiles hollywoodiennes.
Mais dans le tourbillon du succès, la machine s'emballe et la déchéance frappe à sa porte sous le nom de Philip Fleck, producteur, multimilliardaire et cinéphile, qui lui propose une étrange collaboration... La chute sera à la mesure du succès. À la suite d'une histoire de plagiat, David tombe dans un engrenage infernal dont il ne pourra sortir qu'au prix d'une vraie remise en question.

## Les personnages

### Personnages principaux
Lucy : Lucy et David se sont rencontrés à Manhattan, où la jeune femme était venue s’installer dans le but de devenir actrice. Et ce fut le grand amour. Les différents rôles qui lui sont proposés mènent le jeune couple à Hollywood où tous les espoirs vont s’assoupir. Les rôles se faisant de plus en plus rares, Lucy est obligée d’accepter un poste de télévendeuse pour s’en sortir. Elle gravit rapidement les échelons pour devenir responsable d’agence de télémarketing. Après onze années de mariage, Lucy est celle qui tient les comptes et garde les pieds sur terre. Dès les premiers indices de l’adultère de son mari, elle engagera un détective…
Sally Birmingham : D’origine anglaise, Sally est la brillante directrice des programmes de la chaîne diffusant Vous êtes à vendre, la série ayant propulsé David Armitage au sommet de la gloire. Un jeu de séduction rapide a suffi pour que naisse une liaison adultérine d’abord secrète puis publique. À la suite du divorce de David, le couple va s’installer dans une villa et vivre sur un nuage jusqu'au début de la traversée du désert. Ce n’est qu’alors que Sally dévoilera sa vraie personnalité…
Bobby Barra : Issu d’une famille très modeste, Bobby est un autodidacte qui estime que sa fortune personnelle tourne autour du « foutrement riche ». Spécialiste en Bourse et en Investissements monétaires, il a le don de tripler n’importe quelle somme en quelques mois, et ce en toute légalité. Intelligent, sûr de lui et drôle, Bobby gère les portefeuilles d’actions des plus grandes stars d’Hollywood. La collaboration des deux hommes sera très fructueuse, jusqu’au début de la descente aux enfers…
Philip Fleck : Héritier de l’entreprise paternelle, qu’il transformera en quelques années en l’une des plus florissantes entreprises américaines grâce à son sens des affaires, son intelligence et son flair, Philip Fleck est un producteur et réalisateur acharné. Sa richesse incroyablement importante lui ouvre toutes les portes et lui donne tous les droits, y compris celui de jouer avec la vie des autres. Cinéphile incontesté, il est propriétaire de Saffron Island, île située aux larges des Caraïbes, il invitera David afin d'envisager une collaboration en vue de la production d’un des premiers scénarios de ce dernier, Duo de dingues. Toutefois, cette invitation a pour seul but de voiler les véritables intentions de Philip…
Martha Fleck est mariée à Philip depuis 4 ans, même si leur couple bat de l’aile. D’abord conseillère dramatique dans un petit théâtre à Milwaukee au Wisconsin où elle fait la connaissance de Philip, mécène dudit lieu, Martha avoue être devenue « une matérialiste de haut niveau », partageant son temps entre la fondation qu’elle a créée en faveur des scénaristes indigents et les voyages. Malheureuse dans son mariage, Martha cherchera réconfort auprès de David. À la suite de la chute de celui-ci, elle mettra  au point un plan subtil qui permettra de redonner au scénariste toute sa crédibilité.
Allison Ellroy : Agent de David depuis toujours, Allison est fidèle à ses clients dans les moments de gloire comme dans les moments de désespoir. Dans le métier depuis 33 ans, elle connait bien les rouages de la profession d’artiste « dans la capitale mondiale des langues fourchues et des arnaqueurs ». Allison se décrit ironiquement comme la grande sœur et seule amie de David.

### Personnages secondaires
Par ordre d’apparition
- Caitlin : fille de David et de Lucy ;
- Brad Bruce : producteur indépendant à la FRT ;
- Jennifer : secrétaire de David ;
- Nancy et Cheryl : hôtesses de l’avion particulier de Philip Fleck ;
- Megan et Gary : employés de Philip chargés de l’accueil visiteurs à Saffron Island ;
- Chuck Karlson : responsable de la cinémathèque personnelle de Philip ;
- Theo MacAnna : journaliste, payé par Philip pour monter l’affaire de plagiat ;
- Tracy Weiss : chef du service presse de la FRT ;
- Andy Barron : directeur de la librairie Book Soup.

## Citations
« Alors qu'elle est censée simplifier la vie, la réussite ne fait que la compliquer ».
« Si j'avais tiré une leçon de ce voyage impossible, pour ma part, c'était que le seul véritable but de cette quête désespérée réside dans une confirmation quelconque de sa propre valeur. Une justification de son existence, que l'on ne peut trouver que chez ceux qui sont assez fous pour vous aimer ou que vous avez réussi à aimer ».
« Comme nous tous, il remplissait ses jours d'ambitions et de soucis hypertrophiés pour tenter de se convaincre qu'il y avait somme toute quelque sens à ce que nous accomplissons tous pendant ce spasme éphémère qu'on appelle la vie ». 
« ...le seul véritable but de cette quête désespérée réside dans une confirmation quelconque de sa propre valeur. Une justification de son existence, que l'on ne peut trouver que chez ceux qui sont assez fous pour vous aimer ou que vous avez réussi à aimer ».
« Tout est récit, et le simple fait de conter, de narrer, renvoie à cette vérité première : nous avons besoin de crise, d'angoisse, d'attente, d'espoir, de la peur de se tromper, de soif de la vie que nous pensons vouloir et de la déception que nous inspire celle qui est la nôtre. D'un état de tension qui nous fasse croire à notre importance, à notre capacité à aller au-delà du trivial. [...] De la menace qui se tapit derrière le moindre geste, la moindre décision. du danger que nous constituons pour nous-mêmes ».

### Incipit
« J'ai toujours rêvé d'être riche ».

## Critiques presse
- « Chaque page de ce livre respire l'habileté, le talent, l'humour et le sens du dramatique : personnages bien typés, dialogues savoureux, décors en Cinémascope ».

Le Nouvel Observateur
- « Une descente aux enfers orchestrée par un suspense qui glace le sang ».

L'Express
- « Kennedy, conteur chevronné, nous kidnappe avec autant d'efficacité que l'adversité fondant sur ses personnages ».

Le Figaro Magazine
- « L'écriture est énergique, les dialogues percutants et l'humour très méchant ».

Métro
- « Douglas Kennedy tricote de diaboliques histoires de disparitions subites, de vies qui basculent, de destins aussi rocambolesques qu'extraordinaires ».

Marie Claire
- « Cet américain possède un talent rare : celui d'observer ses contemporains, de faire le portrait de leurs faiblesses, de leurs vaines tentations [...], tout en construisant en parallèle les meccanos diaboliques incroyablement vissés ».

- « Ce livre sur la manipulation et le plagiat est d'une efficacité redoutable. C'est du suspens en relief ».

Le Parisien
- « Un récit haletant et désopilant, qui est aussi une critique acerbe du rêve américain et du petit monde de la télévision ».

Ouest-France